# Miss Moon
Miss Moon è una serie animata francese creata da Sébastien Dorsey e Laure Doyonnax. La serie debuttò su TF1 all'interno del blocco TFOU il 17 aprile 2016 in Francia. In Italia viene trasmessa dal 16 dicembre 2016 su DeA Kids e Frisbee.

## Trama
La serie parla di una giovane tata magica, chiamata Miss Moon, che si occupa di tre bambini mentre i loro genitori sono al lavoro.

## Personaggi e doppiatori italiani[5]
- Miss Moon: Una giovane tata magica che si occupa di Jules, Lola e il piccolo Joe, mentre i genitori sono al lavoro, doppiata da Chiara Francese (italiano).
- Jules: Bambino di 8 anni, doppiato da Tania De Domenico (italiano).
- Lola: Ragazzina di 13 anni, doppiata da Valentina Pallavicino (italiano).
- Joe: Il fratellino di 18 mesi di Jules e Lola.
- Lady Pop: La madre dei ragazzi, nonché una rockstar internazionale, doppiata da Jolanda Granato (italiano).
- Paul: Il padre dei ragazzi, un affermato veterinario, doppiato da Ruggero Andreozzi (italiano).
- Baronessa: Una vicina che crede che Miss Moon sia una strega.